# أبقراطية غوتزية
أبقراطية غوتزية (الاسم العلمي: Hippocratea goetzei) هي نوع من النباتات يتبع جنس الأبقراطية من الفصيلة الحرابية.